# V778 Cassiopeiae
V778 Cassiopeiae (HD 236915) es una estrella en la constelación de la Casiopea de magnitud aparente +8,38.
Es una estrella muy lejana cuya paralaje medida por Hipparcos (0,88 ± 0,88 milisegundos de arco) no es fiable.
Un estudio corrige dicho paralaje a 1,232 milisegundos de arco, situando a V778 Cassiopeiae a una distancia aproximada de 812 pársecs (2650 años luz) del sistema solar.
Se la considera miembro de las asociación estelar Cas OB8.
V778 Cassiopeiae es una supergigante roja de tipo M2I.
Tiene una temperatura efectiva de 3450 K y una luminosidad bolométrica —en todas las longitudes de onda— entre 3.025 y 28.000 veces superior a la luminosidad solar, siendo la discrepancia de valores consecuencia de la incertidumbre en la distancia.
Su radio es 420 veces más grande que el diámetro solar, lo que equivale a 1,95 UA; si estuviese en el centro de nuestro Sistema Solar, su superficie se extendería más allá de la órbita de Marte.
Pese a su gran tamaño, su masa es de 2,5 masas solares.
V778 Cassiopeiae es una variable semirregular de tipo SRC.
Estas variables son supergigantes de tipo espectral tardío cuyos períodos de oscilación van desde treinta hasta varios miles de días; μ Cephei es la representante más conocida del grupo.
La variación de brillo de V778 Cassiopeiae es de 0,17 magnitudes pero no se conoce su período.